# Доходный дом З. Н. Юсуповой
Доходный дом З. Н. Юсуповой — памятник архитектуры русского модерна. Расположен в Адмиралтейском районе Санкт-Петербурга, современный адрес дома — набережная реки Фонтанки, 85.
В XIX веке на участке стояло здание с четырёхэтажным главным корпусом и флигелями в глубоком (145 метров) дворе. В 1886 году его перестраивали с участием Александра Михайловича Пасыпкина, в тот же период в здании было Общество квартирантов собственников. По заказу княгини З. Н. Юсуповой Л. В. Шмеллинг при участии Ю. Ф. Стравинского разработал проект перестройки, который Городская управа утвердила 12 июля 1902 года.
Все старые строения были надстроены на этаж и заново оформлены, в глубине участка по периметру были построены новые пятиэтажные флигели и поперечный корпус с большой аркой, создавший из одного двора два, в одном из дворов был сделан фонтан. Второй двор выше первого более чем на метр, так как под ним были сделаны дровяные склады с железобетонными сводами системы Геннебика на бетонных столбах. В конце мая 1904 года новое здание было освящено.

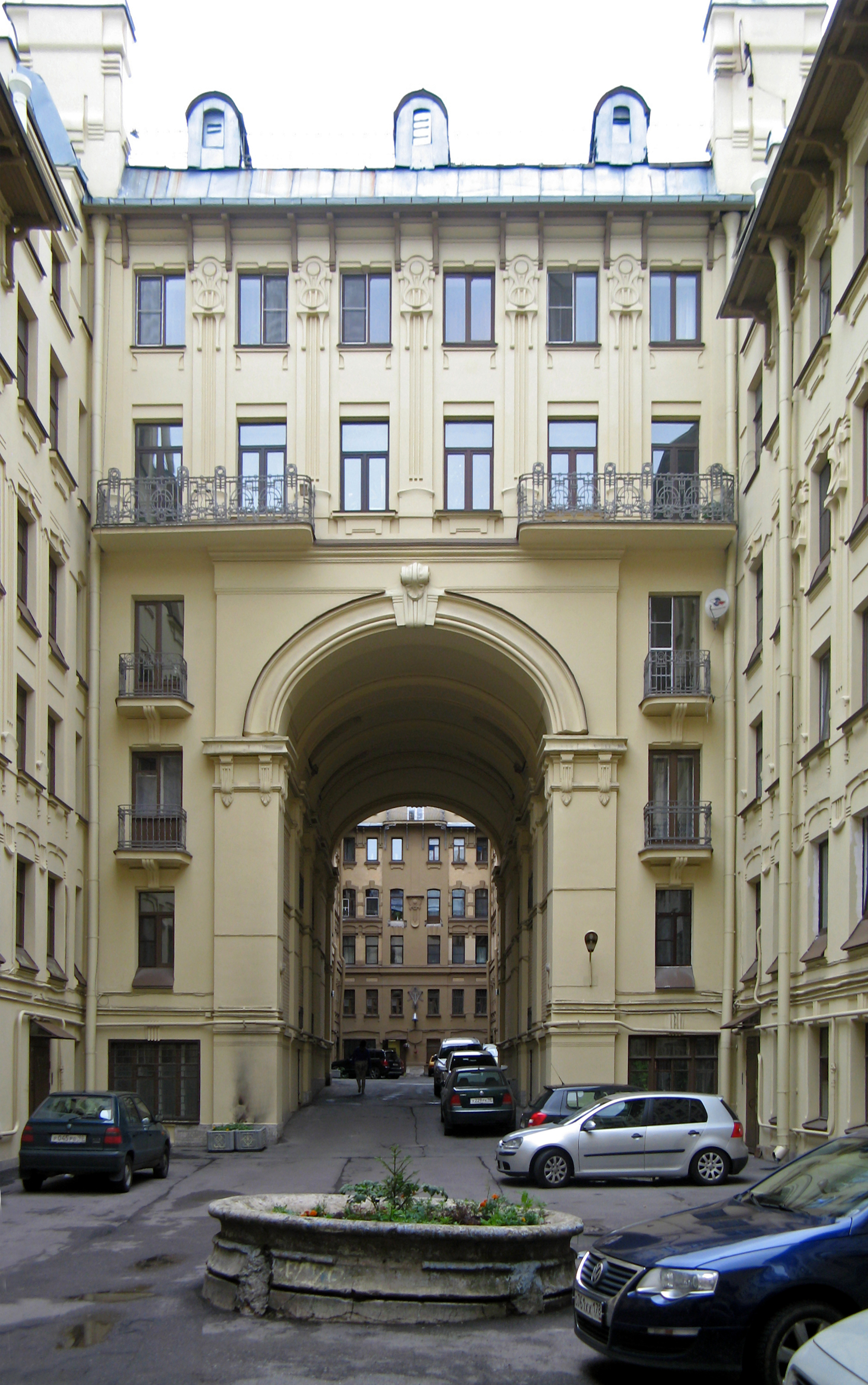
Поперечный флигель с аркой и бывший фонтан

Здание отличается оформлением дворовой территории; дворовые флигеля полноценно, не уступая лицевому фасаду, декорированы (что позволяло брать большую цену, чем обычно, за проживание в дворовых корпусах). Лицевой фасад соподчинён соседним строениям, а в дворовой территории организован ансамбль. Верхние этажи новых флигелей были облицованы охристым кирпичом, декор плоскорельефный, состоит из растительных (ветки лавра, цветы) и абстрактных деталей с преобладанием мотивов венского сецессиона (параллельными бороздками, пересечёнными линиями кругами и так далее), но без геометрической чёткости. У балконов кованые ажурные решётки, в узоре которых геометрический рисунок сменяется ломкими линиями.
Были необычно оформлены и отдельные интерьеры — например, в журнале «Зодчий» упоминаются квартиры с панелями из дерева разного цвета, комнатами неправильных очертаний, плафонами, камином, мраморными ваннами в уборных.
Дом был оснащён электрическими подъёмниками для доставки дров, в кухнях были мусоропроводы, в подвале — мусоросжигательная печь, от которой грелась вода прачечной. Были продуманы хозяйственные приспособления, вентиляция.
Предположительно в 2008-2009 годах, после окончания ремонта дворовых фасадов, у дома обрушился балкон, восстановление было проведено с искажением.